# グリエルモ・グリバルディ・モッファ
グリエルモ・グリバルディ・モッファ・ディ・リシオ（イタリア語: Guglielmo Gribaldi Moffa di Lisio, 1791年12月19日 - 1877年12月23日）は、イタリアのイタリア統一運動時代の政治家、軍人、愛国者である。ピエモンテ革命で主導的役割を果たしたほか、サルデーニャ王国首相ガブリオ・カザーティのもとで短期間だけ無任所大臣を務めた。

## 生涯

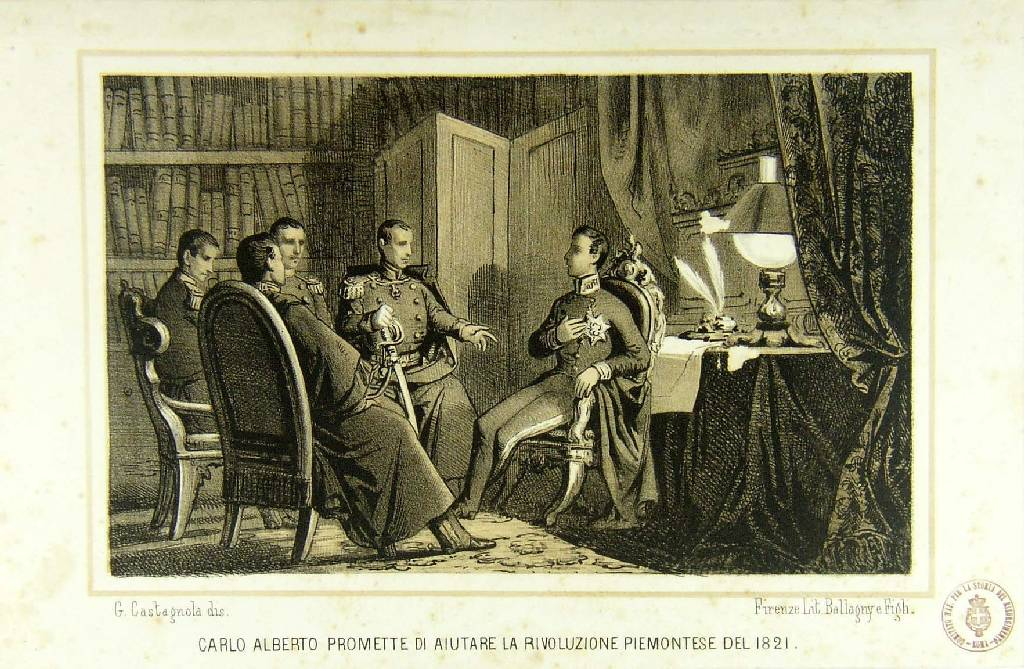
サントッレ・ディ・サンタローザ、カルロ・ディ・サンマルツァーノ、ジャチント・プロヴァナとともにカルロ・アルベルトに蜂起を持ちかけるモッファ

### 軍人として
1791年12月19日、モッファはサルデーニャ王国のブラに生まれる。父はサルデーニャ王国軍に務める軍人であり、サヴォイア家に忠実であったことからナポレオン・ボナパルト率いるフランス軍にピエモンテが占領されるとトスカーナ大公国・シエーナへの亡命を余儀なくされた。
1809年にはサン・シール陸軍士官学校に入学し、翌年には少尉の地位を与えられて軍務に就いた。1815年までには階級は大尉に昇格しており、ヴェルチェッリ、次いでピネローロの駐屯部隊の指揮を任された。そこでモッファはカルボナリの活動に触れ、ウィーン体制成立後も軍人を続ける一方で自由主義や立憲主義を志向した。

### 革命家として
1821年のピエモンテ革命ではサントッレ・ディ・サンタローザ、カルロ・エマヌエーレ・アシナリ・ディ・サンマルツァーノ、ジャチント・プロヴァナとともに主導的役割を果たし、王位継承者カルロ・アルベルトに蜂起の先頭に立つよう説得した一人であった。
1821年3月9日には中都市アレッサンドリアにてサルデーニャ王国軍駐留部隊がグリエルモ・アンサルディに率いられてスペイン1812年憲法の採択を宣言していたが、3月12日にはモッファも300人の騎兵を連れアレッサンドリアに馳せ参じて憲法採択を支持している。しかしピエモンテ革命はカルロ・アルベルトの躊躇とオーストリア帝国の介入で頓挫。欠席裁判で死刑判決を受けたモッファはジェノヴァ経由でフランスのトゥーロンそしてパリへと逃れた。
1832年にはサルデーニャ王国に残した父が病を患っていると知り秘密裏に帰国。ブラに帰還した際には既に父親は亡くなっていたものの、親族の仲裁のお陰で資産を没収される代わりに死刑の撤回を果たす。その後はサルデーニャ王国への忠誠の証として軍隊に所属し、一定の期間服務すると軍人を一時引退して革命からも距離を置いた。

### 政治家として
しかし1848年、ミラノの5日間を発端にして第一次イタリア独立戦争が勃発。モッファは政界へと戻り、ロンバルディア臨時政府総裁からサルデーニャ王国首相となったガブリオ・カザーティのもとでわずか二週間だが無任所大臣に任命された。内閣が解散した後も軍人に復帰してカルロ・アルベルトに随行し、戦争の動向を最前線で見守っている。敗戦後もイタリア統一に情熱を傾け、サルデーニャ王国議会で議員を務めた。
イタリア統一を見果たした後の1877年12月23日、故郷ブラで死去した。